# لوسيا ديمتريوس
لوسيا ديمتريوس (بالرومانية: Lucia Demetrius)‏ هي مترجمة وشاعرة وممثلة رومانية، ولدت في 16 فبراير 1910 في بوخارست في رومانيا، وتوفيت في 29 يوليو 1992.